# Anisophyllea reticulata
Anisophyllea reticulata là một loài thực vật]] thuộc họ Anisophylleaceae. Đây là loài đặc hữu của Malaysia.